# Военная валюта союзников
Валюта союзного военного командования (англ. Allied Military Currency) — форма валюты, выпущенной союзными державами во время Второй мировой войны в качестве формы валютного контроля для снабжения солдат, вступающих в освобожденные или недавно оккупированные страны, .

## Предыстория
Исторически сложилось, что служившим за границей солдатам платили в местной, а не в домашней валюте. Большая часть полученных солдатами наличных шла непосредственно в местную экономику, а в поврежденной экономике эффект твёрдой валюты в лице доллара вместе с более слабыми местными валютами, мог привести к серьёзной инфляции. Были и другие проблемы; как только доллары были в обращении в районе боевых действий, противоборствующая сторона могла свободно использовать свои собственные запасы долларов в качестве валюты или приобретать товары для использования в других местах. Высокая покупательная способность доллара и его легкое возвращение обратно в США также послужили значительным стимулом для торговли на чёрном рынке.
Однако, хотя использование местных валют было эффективным там, где они предоставлялись в сотрудничестве с местными властями, оно было непрактичным в зонах боевых действий. В этих случаях военные власти выпускали специальную «военную валюту», которая выплачивалась солдатам по фиксированному обменному курсу и просто объявлялась законным платежным средством на оккупированных территориях местными командирами.

## Реализация

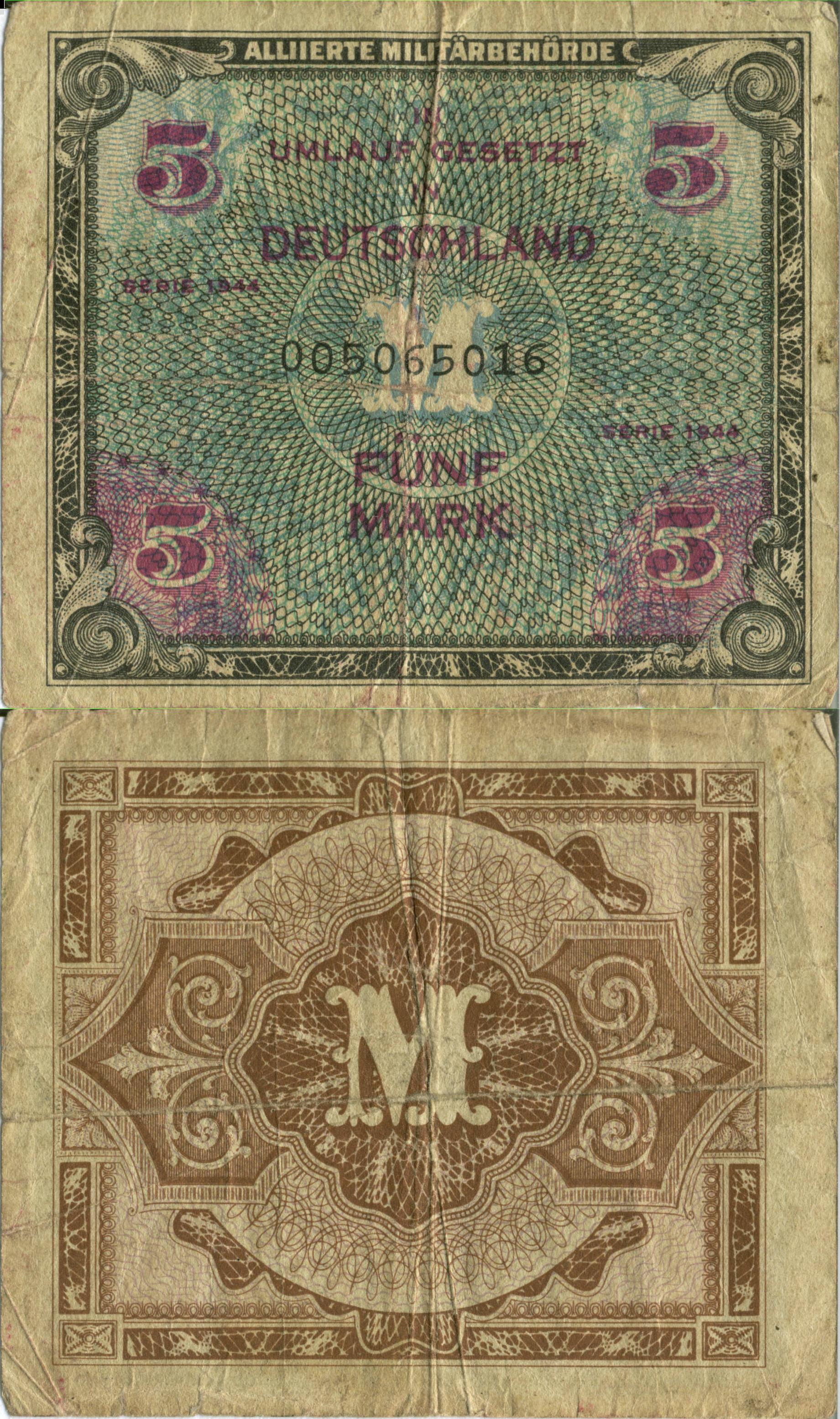
Германия
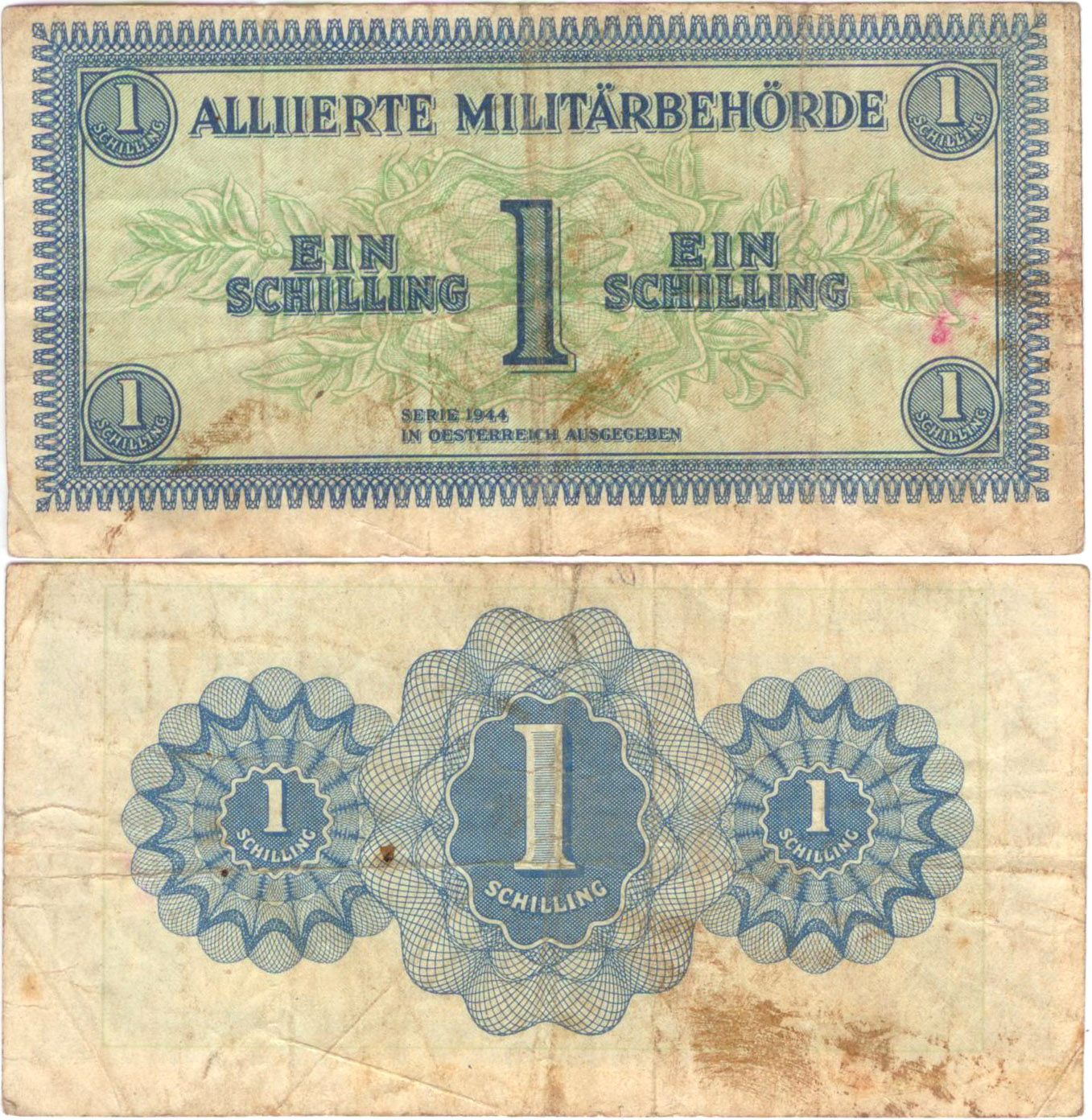
Австрия
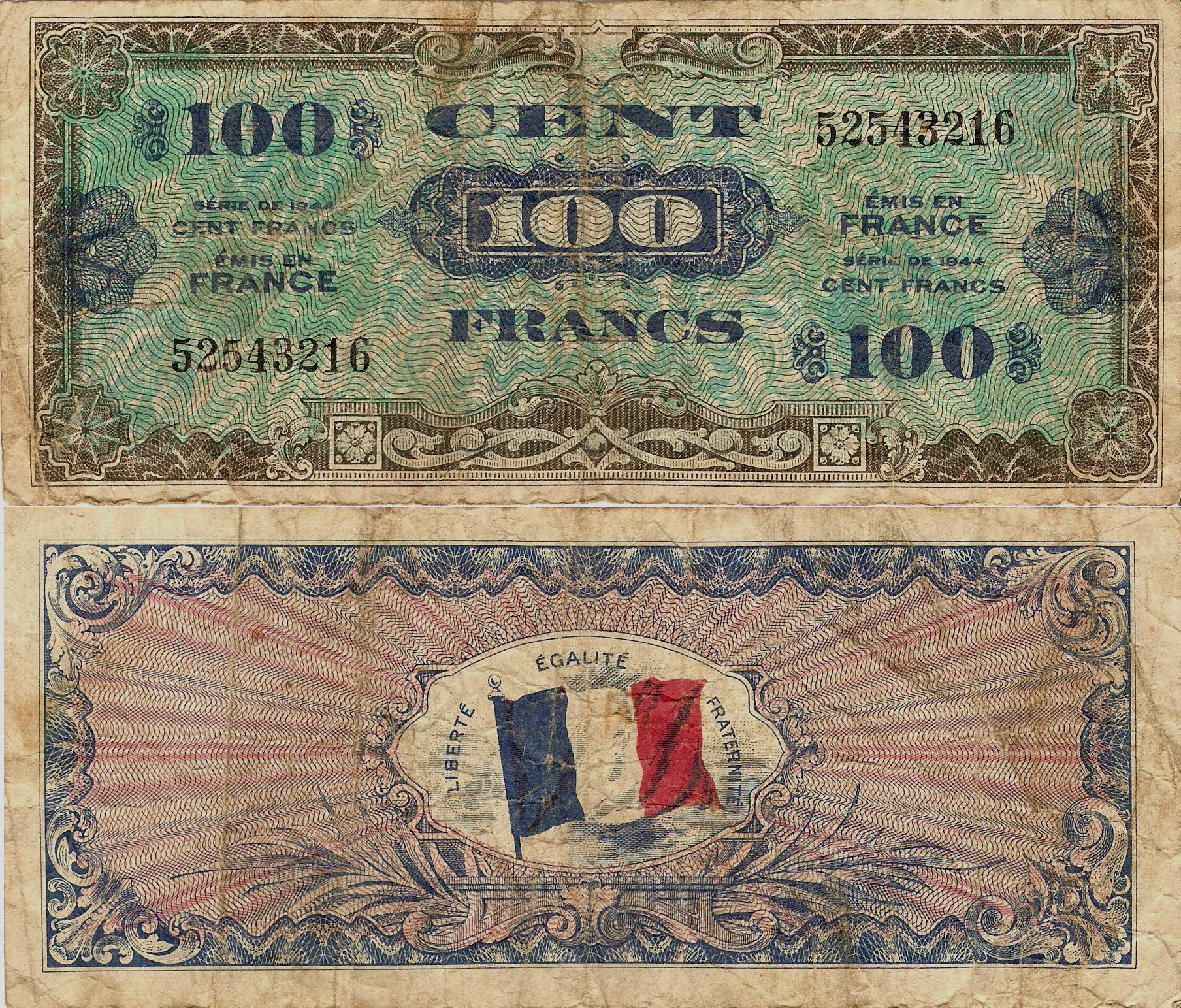
Франция
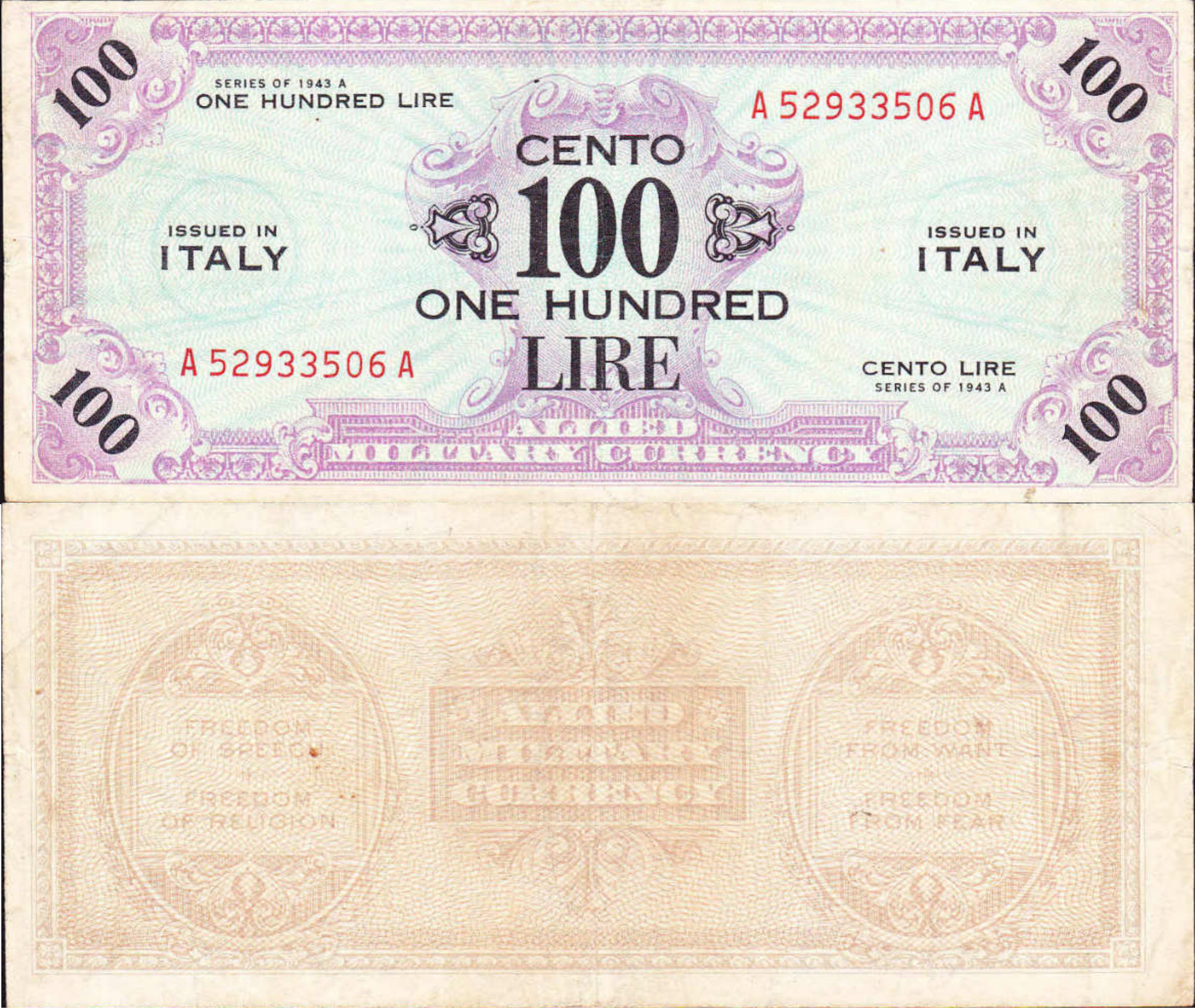
Италия
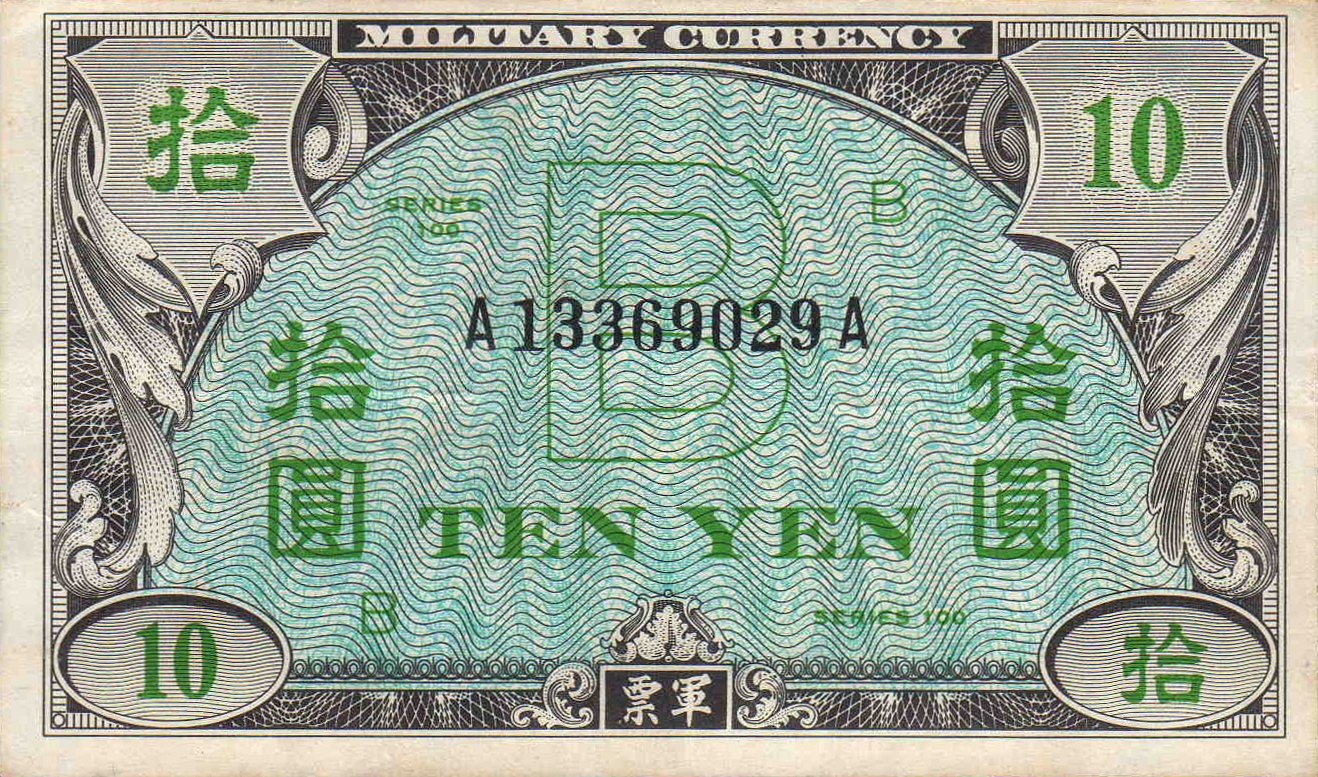
Япония

Существовали следующие валюты:
- Марка Союзного военного командования
- Шиллинг союзного военного командования
- Военный франк
- Лира Союзного военного командования
- Американская оккупационная иена (тип А и тип B)

Большинство банкнот были напечатаны Бюром гравировки и печати США, а некоторые были напечатаны в СССР и Министерстве финансов Японии.

## Коллекционирование
Банкноты сегодня довольно распространены и могут стоить от одного доллара (за обычную купюру) до пары тысяч долларов за редкую серию, мелкую печать или сменную купюру.